# Lista de parlamentares de Sergipe
Relacionamos a seguir a composição da bancada de Sergipe no Congresso Nacional após o fim do Estado Novo em 1945 conforme dispõem os arquivos do Senado Federal, Câmara dos Deputados e Tribunal Superior Eleitoral, ressalvando que mandatos exercidos via suplência serão citados apenas mediante morte, impedimento ou renúncia dos titulares ou nas hipóteses previstas no Art. 56 – I da Constituição..

## Organização das listas
Na confecção das tabelas a seguir foi observada a grafia do nome parlamentar adotado por cada um dos representantes do estado no Congresso Nacional, e quanto à ordem dos parlamentares foi observado o critério do número de mandatos e caso estes coincidam será observado o primeiro ano em que cada parlamentar foi eleito e, havendo nova coincidência, usa-se a ordem alfabética.

## Relação dos senadores eleitos
| Senadores eleitos        | Naturalidade           | Mandatos | Ano da eleição   | Notas      | Referências |
| ------------------------ | ---------------------- | -------- | ---------------- | ---------- | ----------- |
| Lourival Batista         | Entre Rios, BA         | 03       | 1970, 1978, 1986 | [ nota 2 ] | [ 5 ]       |
| Antônio Carlos Valadares | Simão Dias, SE         | 03       | 1994, 2002, 2010 |            |             |
| Maria do Carmo Alves     | Cedro de São João, SE  | 03       | 1998, 2006, 2014 |            | [ 6 ] [ 7 ] |
| Maynard Gomes            | Rosário do Catete, SE  | 02       | 1947, 1954       | [ nota 3 ] |             |
| Júlio César Leite        | Riachuelo, SE          | 02       | 1950, 1962       |            |             |
| Albano Franco            | Aracaju, SE            | 02       | 1982, 1990       | [ nota 4 ] |             |
| Durval Cruz              | Capela, SE             | 01       | 1945             |            |             |
| Walter Franco            | Laranjeiras, SE        | 01       | 1945             |            |             |
| Lourival Fontes          | Riachão do Dantas, SE  | 01       | 1954             |            |             |
| Heribaldo Vieira         | Capela, SE             | 01       | 1958             |            |             |
| Leite Neto               | Riachuelo, SE          | 01       | 1962             | [ nota 5 ] |             |
| Leandro Maciel           | Rosário do Catete, SE  | 01       | 1966             | [ nota 6 ] |             |
| Augusto Franco           | Laranjeiras, SE        | 01       | 1970             |            | [ 8 ]       |
| Gilvan Rocha             | Propriá, SE            | 01       | 1974             |            |             |
| Passos Porto             | Itabaiana, SE          | 01       | 1978             |            | [ 9 ]       |
| Francisco Rollemberg     | Laranjeiras, SE        | 01       | 1986             |            |             |
| José Eduardo Dutra       | Rio de Janeiro, RJ     | 01       | 1994             | [ nota 7 ] | [ 10 ]      |
| Almeida Lima             | Santa Rosa de Lima, SE | 01       | 2002             |            |             |
| Eduardo Amorim           | Itabaiana, SE          | 01       | 2010             |            |             |
| Alessandro Vieira        | Passo Fundo, RS        | 01       | 2018             |            | [ 11 ]      |
| Rogério Carvalho         | Aracaju, SE            | 01       | 2018             |            | [ 11 ]      |
| Laercio Oliveira         | Recife, PE             | 01       | 2022             |            | [ 12 ]      |
| Fontes:                  |                        |          |                  |            |             |

## Relação dos deputados federais eleitos
| Deputados federais eleitos | Naturalidade                | Mandatos | Ano da eleição               | Notas                   | Referências          |
| -------------------------- | --------------------------- | -------- | ---------------------------- | ----------------------- | -------------------- |
| Cleonâncio Fonseca         | Boquim, SE                  | 05       | 1986, 1990, 1994, 1998, 2002 |                         | [ 13 ]               |
| Leite Neto                 | Riachuelo, SE               | 04       | 1945, 1950, 1954, 1958       |                         |                      |
| Luís Garcia                | Rosário do Catete, SE       | 04       | 1950, 1954, 1966, 1970       |                         |                      |
| Passos Porto               | Itabaiana, SE               | 04       | 1958, 1966, 1970, 1974       |                         | [ 9 ]                |
| José Carlos Teixeira       | Itabaiana, SE               | 04       | 1962, 1966, 1974, 1982       |                         | [ 14 ]               |
| Raimundo Diniz             | Aracaju, SE                 | 04       | 1966, 1970, 1974, 1978       |                         |                      |
| Francisco Rollemberg       | Laranjeiras, SE             | 04       | 1970, 1974, 1978, 1982       |                         |                      |
| Jackson Barreto            | Santa Rosa de Lima, SE      | 04       | 1978, 1982, 2002, 2006       | [ nota 8 ] [ nota 9 ]   |                      |
| Armando Rollemberg         | Japaratuba, SE              | 03       | 1954, 1958, 1962             | [ nota 10 ]             |                      |
| Arnaldo Garcez             | Itaporanga d'Ajuda, SE      | 03       | 1958, 1962, 1966             |                         | [ 15 ]               |
| João Machado Rollemberg    | Japoatã, SE                 | 03       | 1962, 1966, 1986             | [ nota 11 ]             | [ 16 ]               |
| Celso Carvalho             | Simão Dias, SE              | 03       | 1974, 1978, 1982             |                         |                      |
| Jerônimo Reis              | Lagarto, SE                 | 03       | 1990, 1994, 2006             | [ nota 12 ] [ nota 13 ] | [ 17 ]               |
| José Teles                 | Itabaiana, SE               | 03       | 1990, 1994, 1998             |                         |                      |
| Mendonça Prado             | Aracaju, SE                 | 03       | 2002, 2006, 2010             |                         |                      |
| Valadares Filho            | Aracaju, SE                 | 03       | 2006, 2010, 2014             |                         |                      |
| Laercio Oliveira           | Recife, PE                  | 03       | 2010, 2014, 2018             |                         |                      |
| Fábio Reis                 | Lagarto, SE                 | 03       | 2014, 2018, 2022             |                         |                      |
| João Daniel                | São Lourenço do Oeste, SC   | 03       | 2014, 2018, 2022             | [ nota 14 ]             | [ 18 ]               |
| Amando Fontes              | Santos, SP                  | 02       | 1945, 1950                   |                         |                      |
| Leandro Maciel             | Rosário do Catete, SE       | 02       | 1945, 1950                   |                         |                      |
| Francisco Macedo           | Boquim, SE                  | 02       | 1950, 1954                   | [ nota 15 ]             |                      |
| Seixas Dória               | Propriá, SE                 | 02       | 1954, 1958                   |                         | [ 19 ]               |
| Euvaldo Diniz              | Laranjeiras, SE             | 02       | 1958, 1962                   | [ nota 16 ]             |                      |
| Lourival Batista           | Entre Rios, BA              | 02       | 1958, 1962                   |                         | [ 5 ]                |
| Augusto Franco             | Laranjeiras, SE             | 02       | 1966, 1982                   |                         | [ 8 ]                |
| Bosco França               | Aracaju, SE                 | 02       | 1986, 1994                   |                         |                      |
| Djenal Gonçalves           | Canhoba, SE                 | 02       | 1986, 1990                   |                         |                      |
| Messias Góis               | Ribeirópolis, SE            | 02       | 1986, 1990                   |                         |                      |
| Pedro Valadares            | Simão Dias, SE              | 02       | 1990, 1998                   |                         | [ 20 ]               |
| Marcelo Déda               | Simão Dias, SE              | 02       | 1994, 1998                   | [ nota 17 ]             | [ 21 ] [ 22 ]        |
| Jorge Alberto              | Aracaju, SE                 | 02       | 1998, 2002                   |                         |                      |
| Bosco Costa                | Itabaiana, SE               | 02       | 2002, 2018                   |                         |                      |
| Heleno Silva               | Monte Alegre de Sergipe, SE | 02       | 2002, 2010                   | [ nota 18 ]             | [ 23 ] [ 24 ]        |
| José Carlos Machado        | Itabaiana, SE               | 02       | 2002, 2006                   |                         |                      |
| André Moura                | Salvador, BA                | 02       | 2010, 2014                   |                         |                      |
| Fábio Mitidieri            | Aracaju, SE                 | 02       | 2014, 2018                   | [ nota 19 ]             | [ 25 ]               |
| Gustinho Ribeiro           | Aracaju, SE                 | 02       | 2018, 2022                   |                         |                      |
| Gracco Cardoso             | Estância, SE                | 01       | 1945                         | [ nota 20 ]             |                      |
| Heribaldo Vieira           | Capela, SE                  | 01       | 1945                         |                         |                      |
| Carlos Rollemberg          | Aracaju, SE                 | 01       | 1947                         | [ nota 21 ]             | [ 26 ]               |
| Diniz Gonçalves            | Aracaju, SE                 | 01       | 1947                         | [ nota 21 ]             | [ 26 ]               |
| Carvalho Neto              | Simão Dias, SE              | 01       | 1950                         | [ nota 22 ]             |                      |
| Orlando Dantas             | Capela, SE                  | 01       | 1950                         |                         |                      |
| José Sobral                | Itaporanga d'Ajuda, SE      | 01       | 1954                         | [ nota 23 ]             |                      |
| Walter Franco              | Laranjeiras, SE             | 01       | 1954                         | [ nota 23 ]             |                      |
| Euclides Mendonça          | Itabaiana, SE               | 01       | 1962                         | [ nota 24 ]             |                      |
| Eraldo Lemos               | Brejo Grande, SE            | 01       | 1970                         |                         | [ 27 ]               |
| Antônio Carlos Valadares   | Simão Dias, SE              | 01       | 1978                         |                         |                      |
| Tertuliano Azevedo         | Neópolis, SE                | 01       | 1978                         |                         | [ 28 ]               |
| Adroaldo Campos            | Aracaju, SE                 | 01       | 1982                         |                         |                      |
| Gilton Garcia              | Aracaju, SE                 | 01       | 1982                         |                         |                      |
| Hélio Dantas               | Aracaju, SE                 | 01       | 1982                         |                         | [ 29 ]               |
| Acival Gomes               | Estância, SE                | 01       | 1986                         |                         |                      |
| Antônio Carlos Franco      | Aracaju, SE                 | 01       | 1986                         | [ nota 25 ]             |                      |
| José Queiroz               | Itabaiana, SE               | 01       | 1986                         |                         | [ 30 ]               |
| Benedito de Figueiredo     | Aracaju, SE                 | 01       | 1990                         |                         |                      |
| Everaldo de Oliveira       | Poço Verde, SE              | 01       | 1990                         |                         |                      |
| Adelson Ribeiro            | Aracaju, SE                 | 01       | 1994                         |                         |                      |
| Carlos Magno               | Aracaju, SE                 | 01       | 1994                         |                         |                      |
| Wilson Cunha               | Itabaiana, SE               | 01       | 1994                         |                         |                      |
| Augusto Franco Neto        | Aracaju, SE                 | 01       | 1998                         |                         |                      |
| Ivan Paixão                | Campo do Brito, SE          | 01       | 1998                         |                         | [ 31 ]               |
| Sérgio Reis                | Lagarto, SE                 | 01       | 1998                         |                         |                      |
| João Fontes                | Aracaju, SE                 | 01       | 2002                         |                         |                      |
| Albano Franco              | Aracaju, SE                 | 01       | 2006                         |                         |                      |
| Eduardo Amorim             | Itabaiana, SE               | 01       | 2006                         |                         |                      |
| Iran Barbosa               | Aracaju, SE                 | 01       | 2006                         |                         |                      |
| Almeida Lima               | Santa Rosa de Lima, SE      | 01       | 2010                         |                         |                      |
| Márcio Macedo              | Esplanada, BA               | 01       | 2010                         |                         |                      |
| Rogério Carvalho           | Aracaju, SE                 | 01       | 2010                         |                         |                      |
| Adelson Barreto            | Aracaju, SE                 | 01       | 2014                         |                         |                      |
| Jony Marcos                | Ponta Porã, MS              | 01       | 2014                         |                         |                      |
| Fábio Henrique             | Simão Dias, SE              | 01       | 2018                         |                         |                      |
| Valdevan Noventa           | Estância, SE                | 01       | 2018                         | [ nota 26 ]             | [ 32 ] [ 33 ] [ 34 ] |
| Ícaro de Valmir            | Itabaiana, SE               | 01       | 2022                         |                         | [ 35 ]               |
| Katarina Feitoza           | Aracaju, SE                 | 01       | 2022                         |                         |                      |
| Rodrigo Valadares          | Aracaju, SE                 | 01       | 2022                         |                         |                      |
| Thiago de Joaldo           | São Paulo, SP               | 01       | 2022                         |                         |                      |
| Yandra Moura               | Aracaju, SE                 | 01       | 2022                         |                         |                      |
| Fontes:                    |                             |          |                              |                         |                      |

## Mandatos nas duas casas
Foram eleitos para mandatos alternados de senador e deputado federal por Sergipe os seguintes nomes: Albano Franco, Almeida Lima, Antônio Carlos Valadares, Augusto Franco, Eduardo Amorim, Francisco Rollemberg, Leandro Maciel, Leite Neto, Lourival Batista, Passos Porto, Rogério Carvalho, Walter Franco.

## Origem dos parlamentares do estado
| Origem  | Senadores | Percentual |
| ------- | --------- | ---------- |
| SE      | 18        | 81,82%     |
| BA      | 01        | 4,54%      |
| PE      | 01        | 4,54%      |
| RJ      | 01        | 4,54%      |
| RS      | 01        | 4,54%      |
| Total   | 22        | 99,98%     |
| Fontes: |           |            |

| Origem  | Deputados | Percentual |
| ------- | --------- | ---------- |
| SE      | 72        | 90%        |
| BA      | 03        | 3,75%      |
| SP      | 02        | 2,50%      |
| MS      | 01        | 1,25%      |
| PE      | 01        | 1,25%      |
| SC      | 01        | 1,25%      |
| Total   | 80        | 100%       |
| Fontes: |           |            |